# Winkelpassage

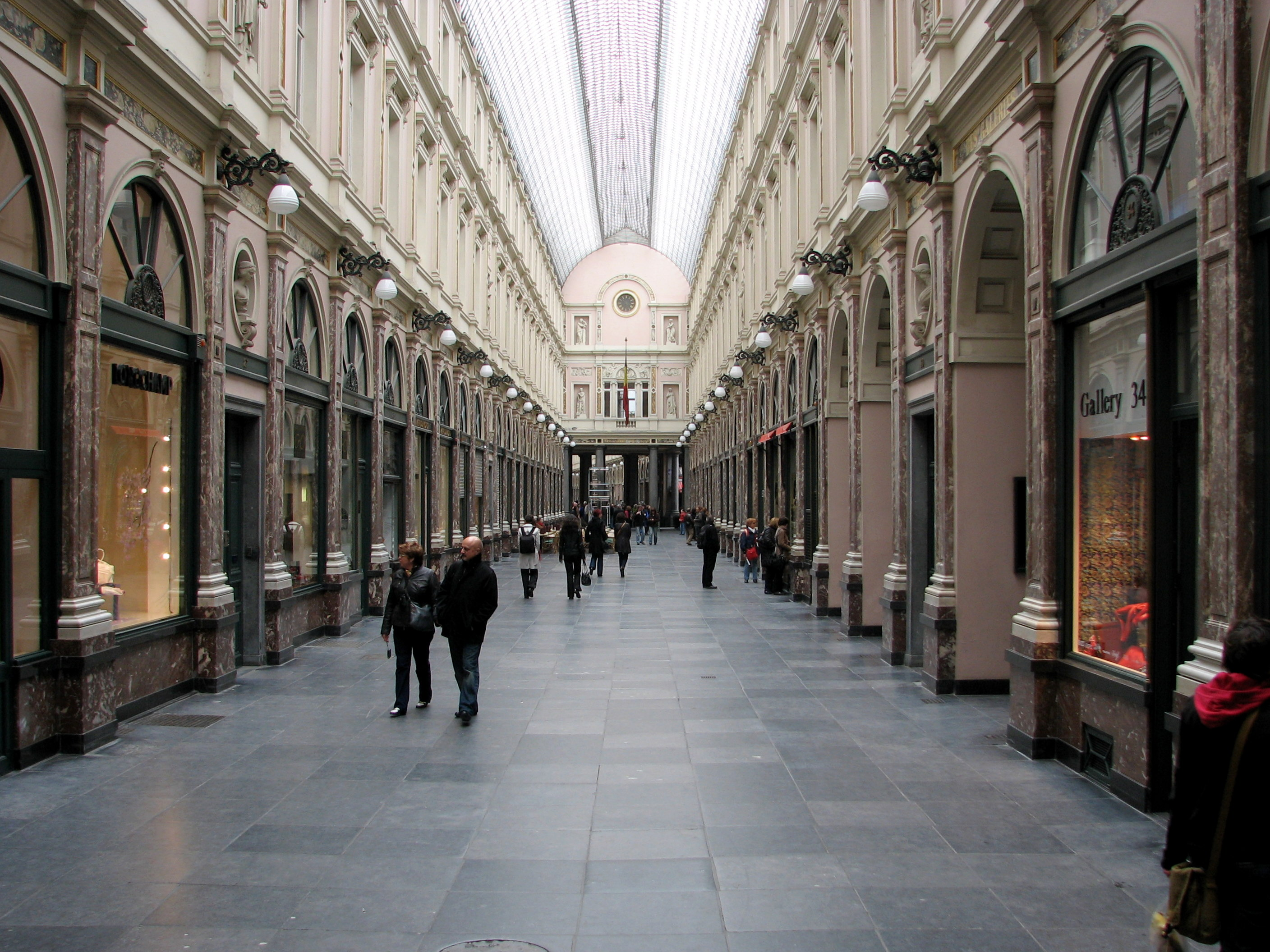
Koninklijke Sint-Hubertusgalerijen in Brussel

Een winkelpassage of winkelgalerij is een volledig overdekte straat met aan weerszijden winkels, die alleen toegankelijk is voor voetgangers. 
Een passage (Frans voor 'doortocht', 'verbindingsgang') is vaak onderdeel van een winkelgebied, en verbindt daarin meerdere (onoverdekte) winkelstraten met elkaar. Afhankelijk van de grootte kan een passage ook als winkelcentrum of onderdeel van een winkelcentrum worden gezien.
De overkapping van de passage is vaak van glas zodat optimaal van daglicht kan worden geprofiteerd.

## Bekende winkelpassages
- Koninklijke Sint-Hubertusgalerijen in Brussel (1846)
- Haagse Passage in Den Haag (1885)
- Brinkmannpassage in Haarlem (1982)
- Galerie Luise in Hannover (1987)
- Elzas Passage in Helmond (1969)
- Burlington Arcade in Londen (1819)
- Galleria Vittorio Emanuele in Milaan (1867)
- Passage Pommeraye in Nantes (1843)
- Passage des Panoramas in Parijs (1799)
- Galerie Vivienne in Parijs (1823)
- Passage Jouffroy in Parijs (1845)